# Verzeichnis der Liedpostkarten von Anton Günther

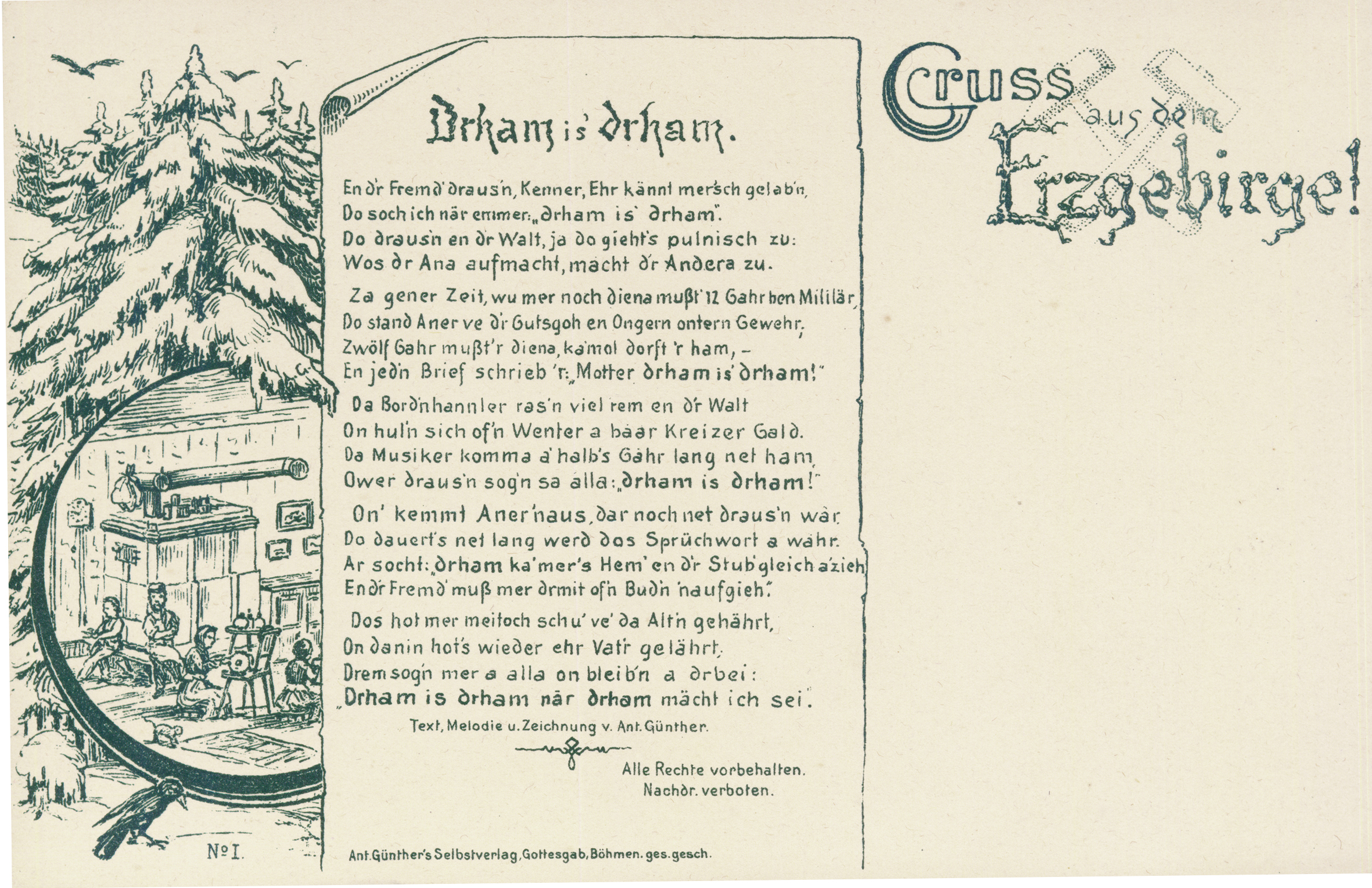
I: „Drham is’ drham.“, 1896 – Vers. 1902

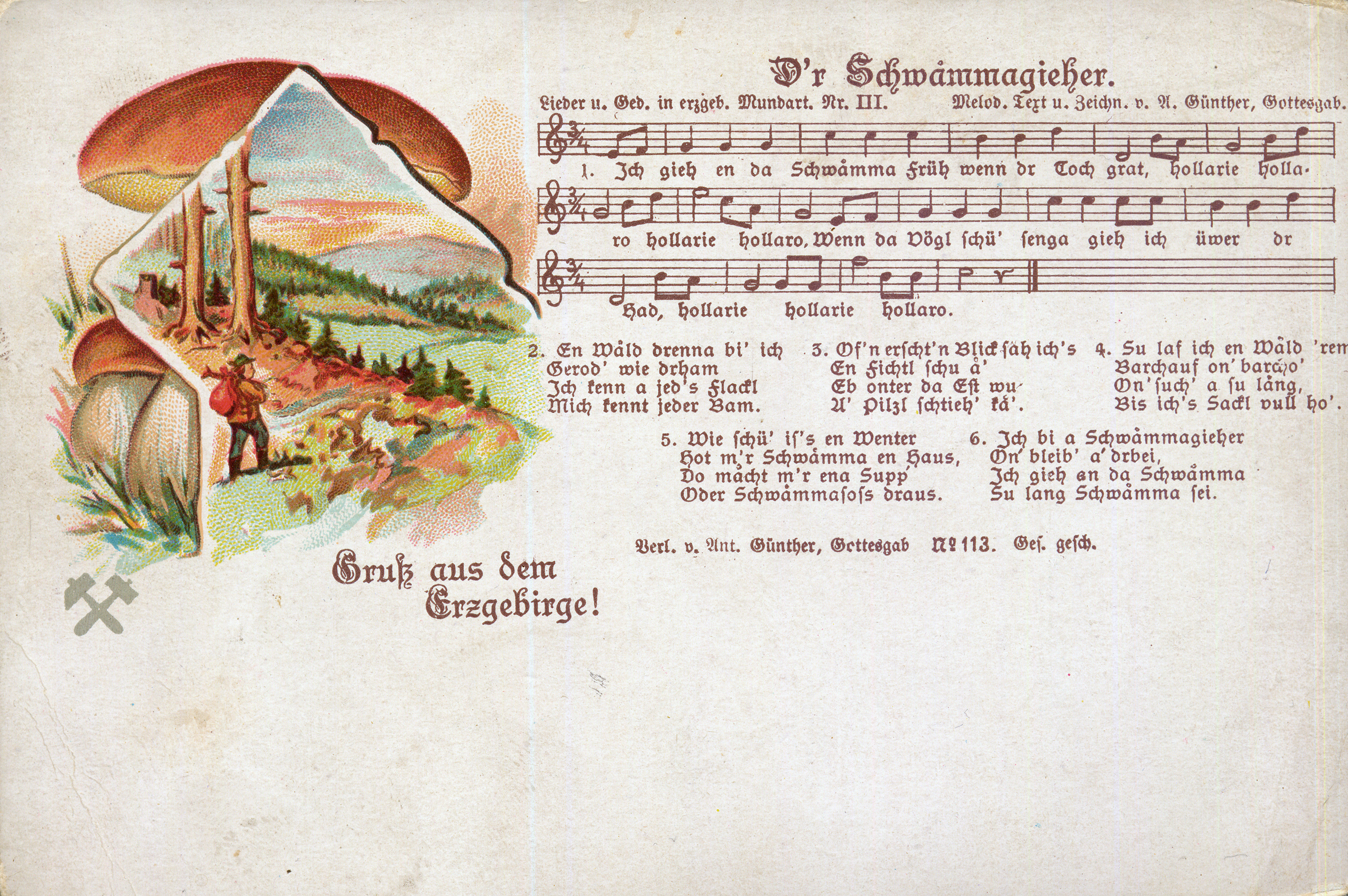
III: „D’r Schwåmmagieher.“, 1902. Eine der ersten Farblithographien mit Noten

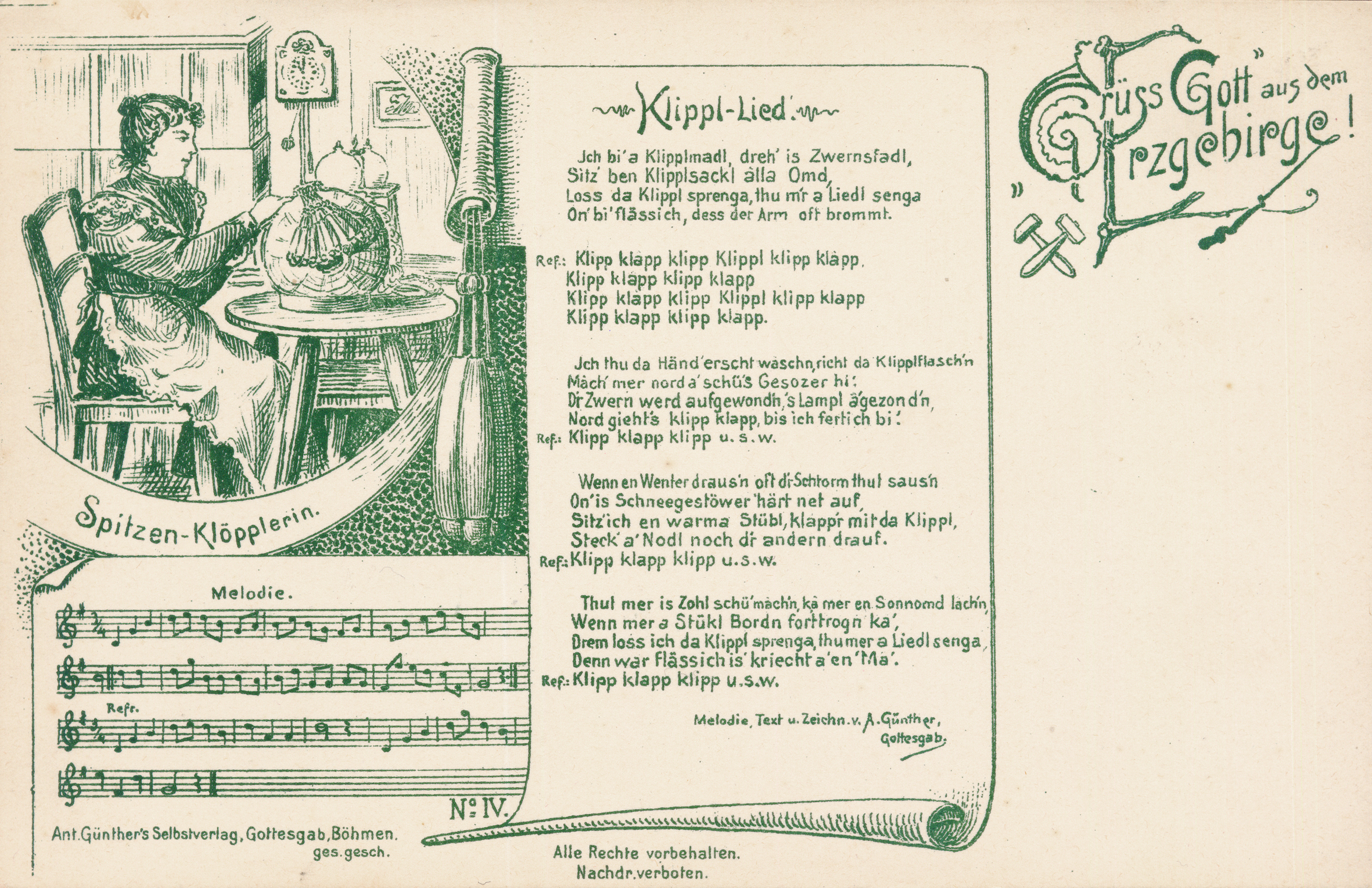
IV: „Klippl-Lied.“, 1899 – Vers. 1903

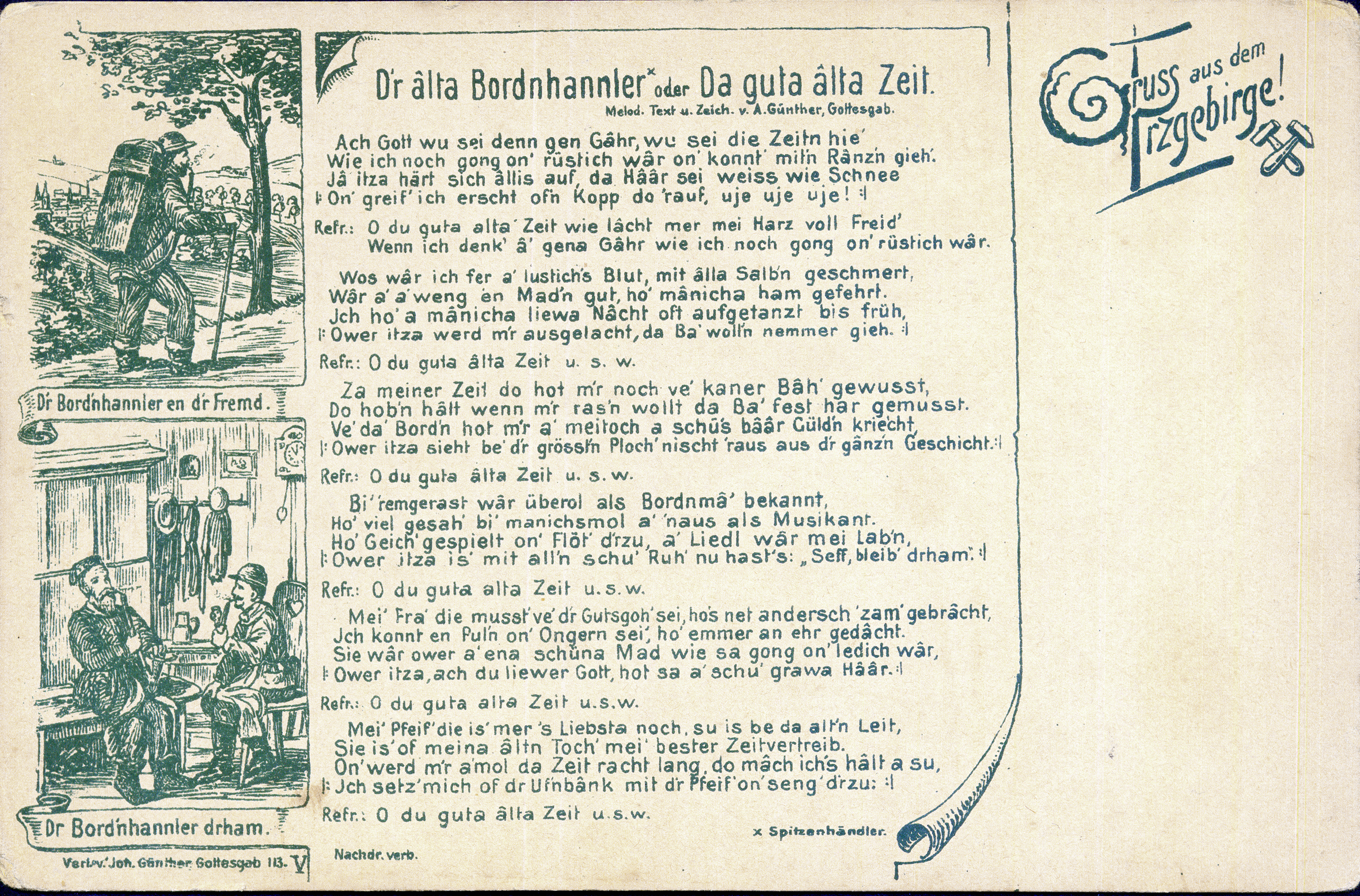
Nr. V: „D’r alta Bordnhannler oder Da guta alta Zeit.“, 1899

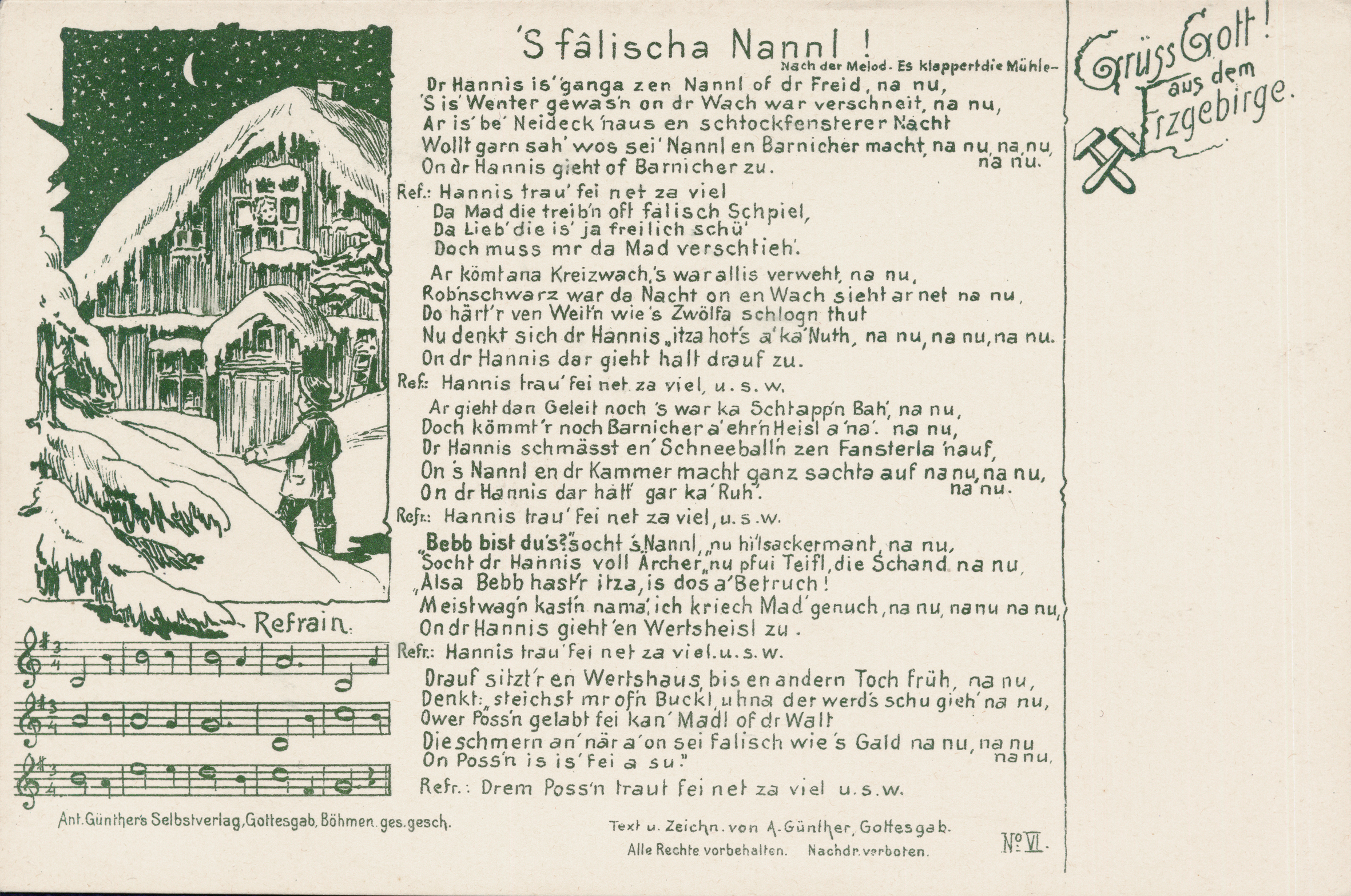
VI „'s falischa Nannl!“, 1902

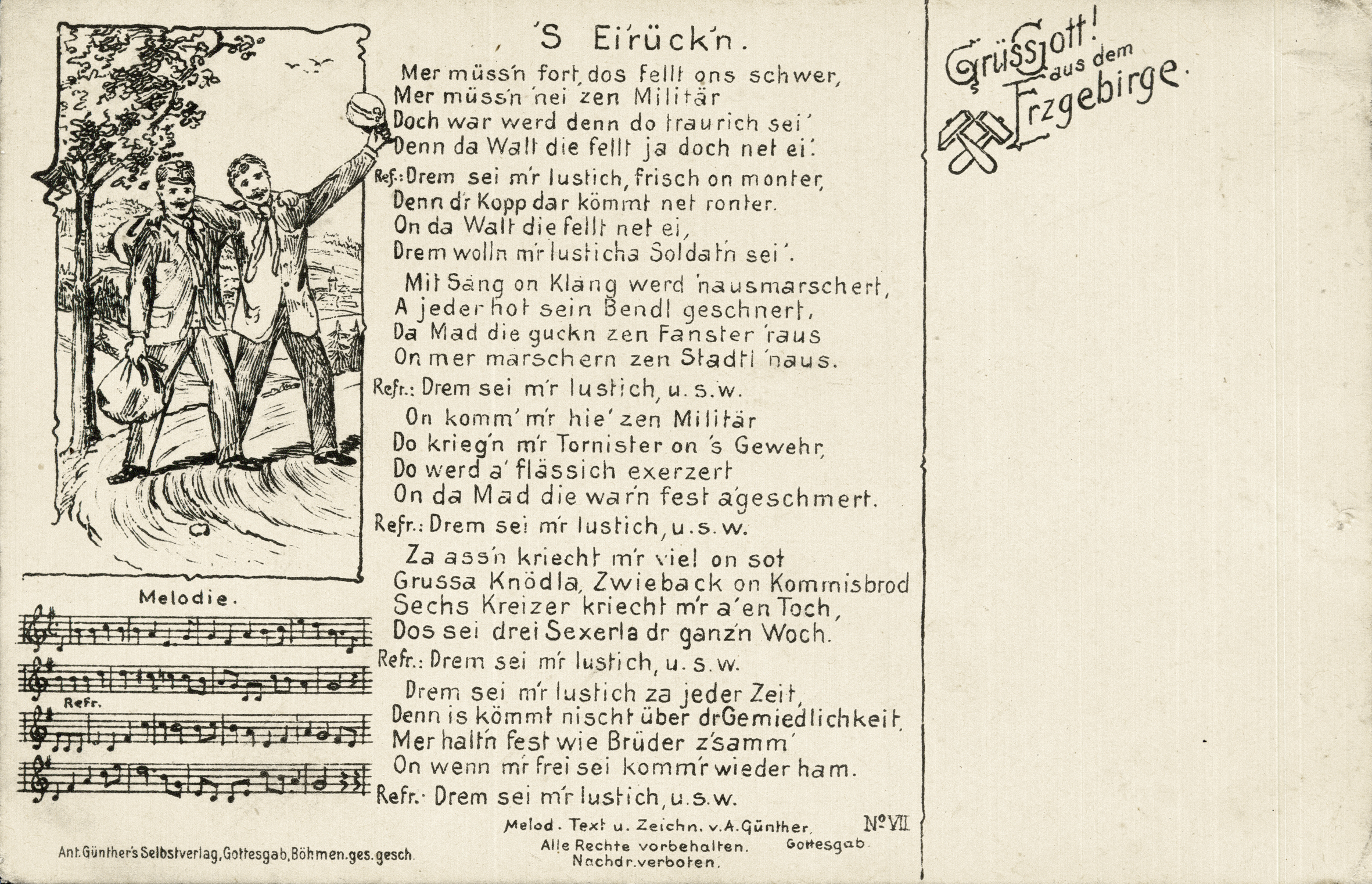
VII „'s Eirück’n.“, 1902

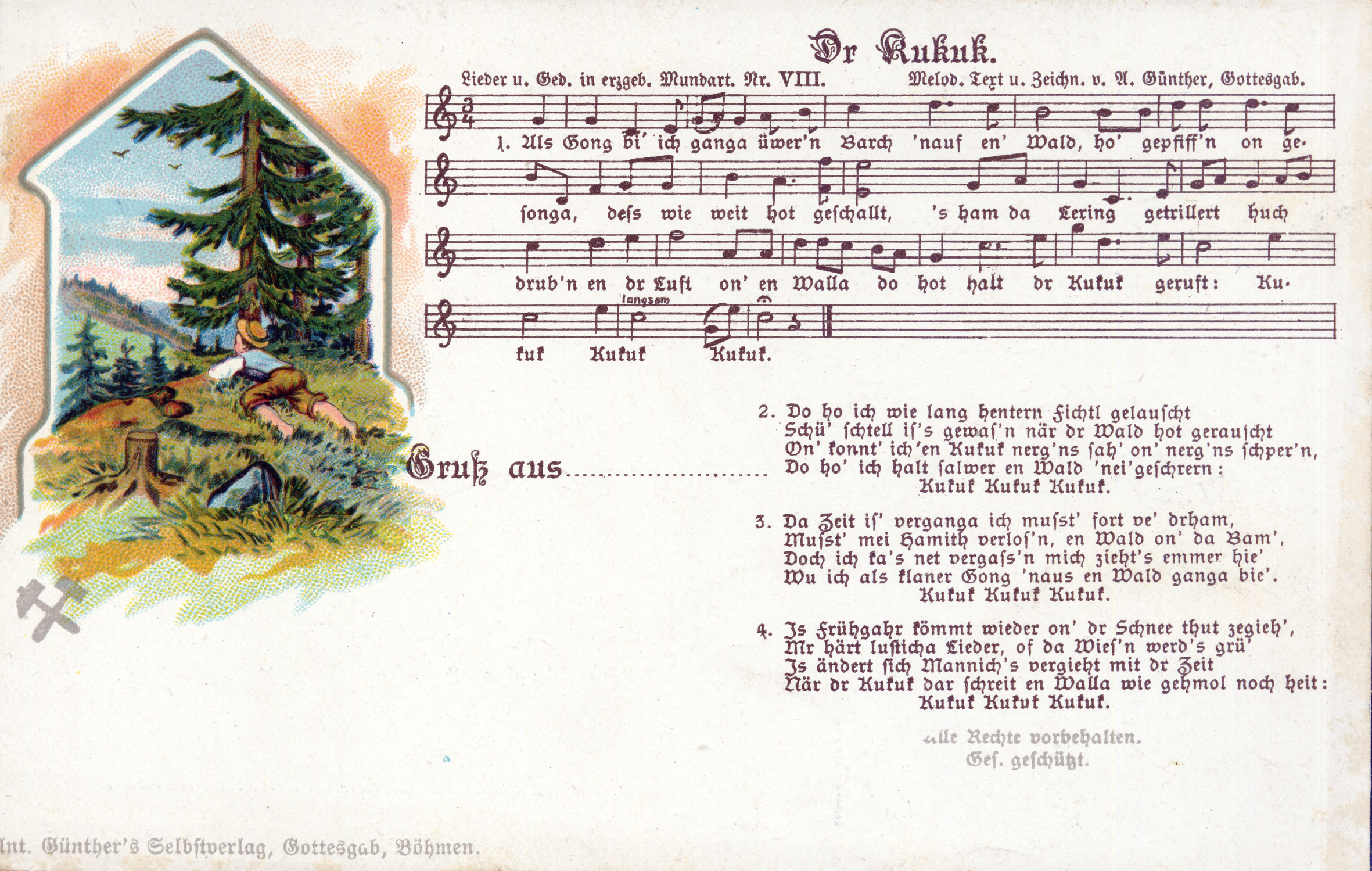
VIII „Dr Kukuk.“, 1902

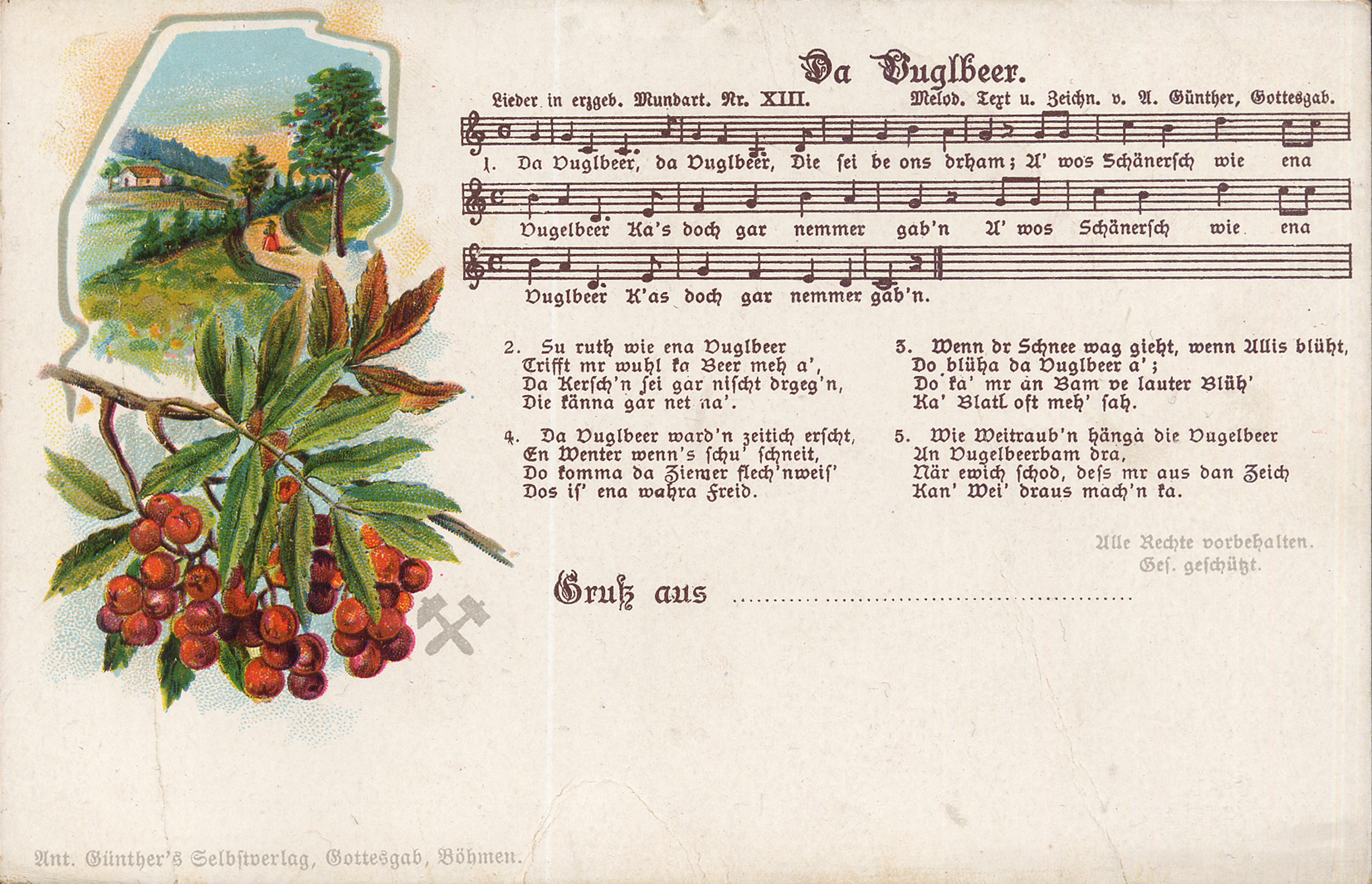
XIII „Da Vuglbeer“, 1903

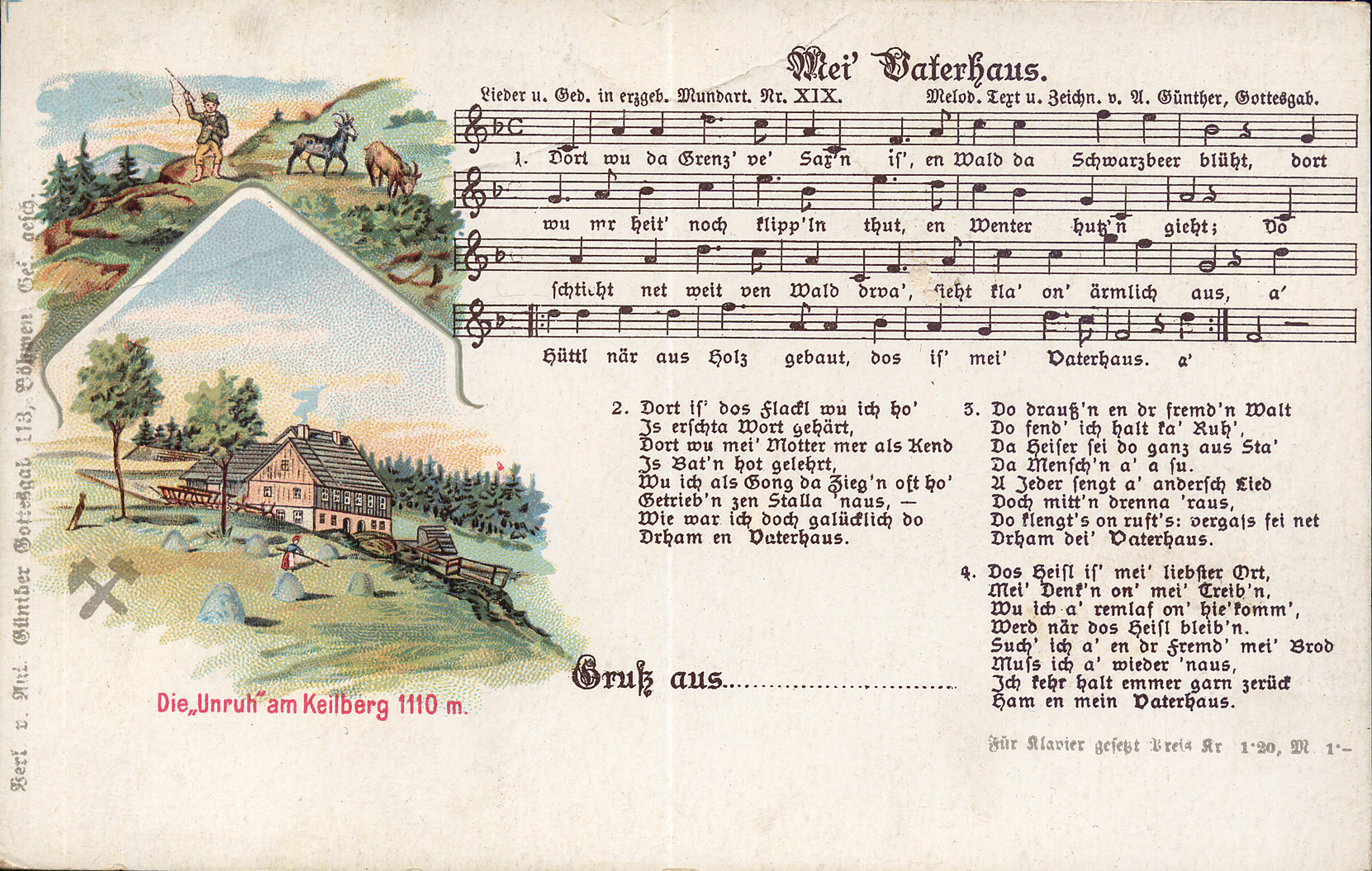
XIX „Mei' Vaterhaus.“, 1902. Vermutlich erste Farblitho

Das Verzeichnis der Liedpostkarten von Anton Günther enthält – soweit bekannt – alle im Selbstverlag herausgegebenen Versionen. Der erzgebirgische Volksdichter ließ erstmals 1895 einen kompletten Liedtext (noch ohne Noten) auf eine Postkarte drucken und gilt damit als Begründer der Liedpostkarte.

## Verzeichnis
Die Auflistung nennt die Titel der Liedpostkarten in der Originalschreibweise, das Veröffentlichungsjahr der jeweils ältesten bekannten Version, überlieferte Nummern und Besonderheiten. Sie enthält auch Landsturmlieder, Spruchkarten und Karten zu bestimmten Ereignissen.
1. Drham is(') drham. (1896) o. Nr., I*, 1**
(*einfarbige Lithographie ohne Noten; **ab ca. 1910 Farblithographie mit Noten)
2. Groshahnerlied. (Groshahner) (1898) (II*), 2, 31, 31**
(*auch ohne Nummer; **Groshaanerlied)
3. D’r Schwåmmagieher. (1899) III* III**, 2**
(*einfarbige Lithographie ohne Noten; **ab 1905 Farblithographie mit Noten)
4. Klippl-Lied. (1899) IV, IV*, 3**
(*einf. Motiv wie Vorkarte jeweils ohne Noten; möglicherw. 1902–1920; ** Farblithographie mit Noten)
5. (D’r ålta Bord’nhannler oder) Da guta ålta Zeit. (1899) V*, 5**, 4**
(*einfarbige Vorkarte ohne Noten; ** 1903 Farblithographie mit geänderten Motiv und Noten)
6. ’s fållischa Nannl. (1899) VI, VI*, 5**
(* einf. Motiv wie Vorkarte; ** einfarbig hoch, ca. ab 1920)
7. ’s Ei’rück’n. (1899) VII, VII*, 6**
(*einfarbiges Motiv wie Vorkarte; ** ca. 1920 Farblithographie)
8. Dr Kukuk. (1900) (*), VIII**, VIII, VII, 7***, 7
(*einfarbige Lithographie ohne Nummer; ** abweichendes Motiv; ***ab 1902 Farblitho; ****Kuckuk)
9. Da Pfeif. (1900) o. Nr.*, 9**, 8**
(*einfarbige Lithographie; **Farblithographie)
10. Da Ufenbånk. (1901) X*, X**, 9**, 9***
(*einfarb. Lithographie mit Keilberg; **Farb-Doppelkarte in versch. Vers.; ***Einzelkarte 1938)
11. (Je) Mei' Zässichla. (1901) 11*, XI**, 10**
(einfarbige Lithographie; **Farblithographie)
12. Deitsch is mei Liedl. (1901) 12a*, XII**, XII**, 11**
(*einfarbige Lithographie Frisch on frei, **Farblithographie, drei verschiedene Versionen mit schwarz-rot-goldene bzw. blaue Schleife am Motiv des Keilberghauses identisch mit Deitsch on frei)
13. Deitsch on frei. XIIc
(Farblithographie)
14. 103 Lieder (1901) o. Nr.
(Farblithographie ohne Noten – zweifarbig einfaches Motiv)
15. ’s Schwårzbeergieh. (²) (1902) o. Nr.
(ohne Noten)
16. Gruß vom Jägerball (1901) o. Nr.
(einfarbige Festtagskarte ohne Lied und Melodie mit Zeichnung Anton Günthers)
17. Gruß vom Guttsgewer Fast! (Jahr unbekannt) o. Nr.
(einfarbige Lithographie ohne Noten)
18. Da Vuglbeer. (1902) XIII, 12, 12*
(*Farblithographie mit 6 Strofen/5. Strofe als Zudruck/Änderung)
19. Hamweh. (1902) XIV, 13
(Farblithographie – Änderungen beim Strophendruck)
20. Ven alt’n Schlog. (1902) XV, 14
(Farblithographie)
21. (Js) ’s tuda Vöchele. (1902) XVI*, XVI, 15
(*Farblithographie mit „Js“)
22. ’s hot Jeder sei Freid. (1902) 16, 18
(Farblithographie)
23. Blüh' Schwarzbeer blüh. (1902) XVII, 17
(Farblithographie)
24. Mei' Våt(t)erhaus. (1902) XIX*, XIX**, XIX, 18, 18***
(Farblithographie, * Våtterhaus Joh. Günther; ** Vaterhaus – Joh. Günther; dann Verlag Ant. Günther; *** geändertes Bild Vaterhaus statt Unruh am Keilberg – ab 1939: Mei Voterhaus)
25. Bleib’n mr noch aweng do. (1903) XX*, 19*, 19**
(* einfarbige Litho; ** farbige Litho Wohnhaus)
26. Schmatz när zu. (1903) XXI*, XX*, 20*, 20
(*einfarbige Litho; **farbige Litho Wohnhaus)
27. Dr verliebta Boß. (Bursch.) (1903) XXII*, XXII*, 21**
(* einfarbige Litho; ** farbige Litho)
28. Hutznlied. (1903) 23 22
29. Da zwa Fenk’n. (1903) XXVII**, XXVII, 23, 23*, 23**, 23***
(* Da zwa Fink’n; ** geändertes Bild *** de zwaa Fink’n)
30. ’s Galöckl. (1903) 44, 24, 33
31. Da Draaksche(ä)nk. (1904) 37, 25, 25*, 25**
(* Draakschänk; **Fremdbild durch Umbau)
32. Weihnachtsfried’n. (1904) 26*, 26
(* mit Golddruck)
33. Dr alta Hannlsmah. 1904 31 27
34. ’s Lab’n is a Büchl (1904) 32*, 34, 28
(*bis ca. 1907 – Rückseite Raum für…)
35. Grüß dich Gott mei Arzgebe(i)rch (1904) 29, 24
(Farblithographie)
36. En Frühgahr. (1904) 32, 29
37. Wu da Walder hamlich rausch’n. (1905) 44, 30
38. ’s Annl mit’n Kannl. (1905) 23c, 32a
39. Wie dr Schnawl s(ch)tieht. (1905) 33*, 34, 34*
(*fünf unterschiedl. Porträts zu eigenen runden Geburtstagen)
40. D’r Battlmah. (1905) 51, 35
41. Feierohmd. (1905) 30, 36
42. Mei Grußmütterla. (1906) 50, 37, 37**, 37*, 37
(** Farb-Foto Großmutter 91.; *s/w-Foto Großmutter 92. u. 93. – 91. und 93. mit abweichendem Geburtsdatum 4., statt 1. Februar)
43. Morgnlied. (1906) 52, 38
44. Hamwärts (1906) 40, 39
45. Allerhand ve dr Guttsgoh (1906) 39*, 40
(* Doppelkarte)
46. Wenn dr Schnee wag gieht (1907) 41
47. O seliche Weihnachtszeit (1907) 42
(Farblithographie)
48. Deitsch on frei wolln mr sei! (1908) XII, 43**, 43*, 43, o. Nr.
(*schw.-rot-goldenes Wappen; ** schwarz-rot-gold Studentica mit Druckfehler)
49. Hemmlschlüssela blüh. (1908) 44, 44*
(* Himmlschlüssela)
50. ’s Harz muß verschtandn warn. 1909 45
51. Muhtstacherlied. (Torfstecherlied.) (1909) 46*, 46
(*Torfstechen, sonst r)
52. Vergaß die Hamit net! 1910 47, 4**, 47*, o. Nr.
(*anderes Motiv, gerastert – wohl nach 1930); (**Fehldruck – fehlende)
53. Herwistlied. (1910) 48
54. Dr alta Musikant (1910)49
55. Ehrt da altn Leit! (1910) 50, 50*, 50**
(*blaue statt rote Initialen **graue Initialen)
56. ’s treia Madl. (1911) 51*
(*gleiches Bild wie Schmatz när zu)
57. Wenn da Lärich sengt. (1911) 52*, 52**
(*sengt; **singt)
58. A Liedl aus dr Hamit. (1913) 53*
(*gleiches Bild wie Wannerlied)
59. Da Landesschau en Komotau. (1913) 53, 54
60. Schneeschuhfahrer-Marsch. (1913) 55a, 54*, 54**, 53a, 54***
(*Einzelkarte;** Doppelkarte, a. 53a/54;*** n. Motiv ca. 1930)
61. Loßt uns Weihnachtn feiern. (1913) 55
62. Deitschböhmerlied (1914) 56*
(* mit Golddruck)
63. Dr Kaiser ruft ens Fald. (1914) 56, 56
(zwei verschiedene Motive, Wappenanordnung)
64. Da Völkerschlacht. 57
65. Gruß an da Kammeradn. Lsl. (1914) o. Nr.(als 58 eingestuft)
66. Hurra, ’s gieht lus. (1914) 59, 59*
(*unterschiedliche Wappenanordnung)
67. Landstorm-Marsch 60, 38
(Einfache einfarbige Doppelkarten)
68. Loß ons batn (²) Gedicht Lsl.
69. En Spital (²) Gedicht Lsl. (1914) – LPK 068
70. Da Hamit! Gedicht (Nr. 1) Lsl. 1914
71. Da Hamit! Gedicht (Nr. 2) Lsl. Dort wu du… (1914)
72. Da Hamit! Gedicht (Nr. 3) Lsl. 1914
73. Da Hamit! Gedicht (Nr. 4) Lsl. Wie gruß is da… (1914)
74. Da Hamit! Gedicht (Nr. 5) Lsl. (1914)
75. Da Hamit! Gedicht (Nr. 6) Lsl. (1914)
76. Morgngebat en Feindesland. Gedicht Lsl.(1914)
77. Weihnachten in Fald. Lsl. LPK (1914)
78. Gruß ah dr Hamit. (²) Gedicht (Nr. 7) (1915)
79. Da Putala. (²) (Läuse) Gedicht Lsl. (1915)
80. A Faldpostbrief. (²) Gedicht (Nr. 7) (1915)
81. Krieg üwerol. (²) Lsl. (1915)
82. Halt aus. (²) Gedicht Lsl. (1915)
83. Mei Bart. (²) Gedicht Lsl. (1915)
84. Galück auf. (²) Gedicht Lsl. (1915)
(für Zeitschrift „Glück auf“, 1915)
85. Da deitscha Trei. (²) Gedicht (Nr. 12) Lsl. (1915)
86. Vereint. (²) Gedicht (1915)
87. Oner Schild. (²) Gedicht Lsl. (1915)
88. Heldentud.
(Nachruf-Doppelkarte ohne Bild und Noten)
89. An onneern Kaiser. (²) Gedicht Lsl.
90. Ihr könnts doch net zwinge. (²) Gedicht Lsl.
91. Of Postn. (²) Lsl.
92. Gruß oh onner Kinner. (²) Gedicht Lsl.
93. Ah meiner Fraa. (²) Gedicht Lsl.
94. Ruh en Friedn. Für Hans Kriegelstein Gedicht Lsl.(1915)
95. Zu Großmutters 93. Geb.  Gedicht (1915)
(Ersatzkarte wg. Fehldruck Geburtsdatum)
96. Wie mr nochn Krieg labn Lsl. Gedicht (Nr. 10) 1915
(Landsturmlieder und Gedichte (Nr. 10) einf. Doppelkarte)
97. Dr erschte Schulgang – Erwin. Gedicht (Nr. 11) 1915
98. Mei Dank (²) Gedicht Lsl. (1915)
99. A deitscher Gruss. Lsl.(1915) o. Nr.*, o.Nr.** – als Nr. 61 eingestuft
(* E deitscher Gruss aus Oesterreich; **A deitscher Gruß – aus Sarajevo)
100. Gruß ausn Fald! Lsl. (1915) o.Nr. – als Nr. 62 eingestuft
101. Mei Pfeifl. Lsl. (1916) ohne Noten
(Landsturmlieder und Gedichte… … im Feld 1916)
102. Nu gieh du Madl aa zer Schul – Maria. Gedicht 1916
103. Am fernen Isonzostrand. Lsl. (1917) o.Nr. – als Nr. 63 eingestuft
104. Gruß an Maria Au. (1918) o. Nr.*, o. Nr. – als Nr. 64 eingestuft
(*VK ohne Noten, ohne Bild, 1918)
105. Wiedr drham! (1918) 65
(*zweifarbige Lithographie grün-schwarz)
106. Scham dich fei! (1919) 66*, 66**
(*zweifarbige Lithographie grün-schwarz; **Farblitho)
107. Dr Grenzschutz! (1919) 67*, 67**
(*zweifarbige Lithographie grün-schwarz; **Farblitho)
108. Da fallischa Politik. (1920) 68
109. Kaa Licht. (1922) ohne Noten 68
(einfache zweifarbige Lithographie)
110. Dr Alte ven Barch. (1922) 69
(Doppelkarte einfarbig)
111. Wos da Starl pfeifn. (1922) 69
112. Auf ze Gott! (1922) 70
113. Vergißmeinnicht. (1922) 70
114. A Mensch uhna Glauben! (1922) 71, 71*
(* Änderung 2. Vers nach Verbot)
115. Es kömmt fei amol de Gerachtigkeit! ohne Noten (1923) 71
116. Guck nauf ze da Sterla! (1923) 72*, 72
(*ze de Sterla)
117. Wahr on offn! (1923) 73
(einfache zweifarbige Lithographie)
118. Wenn’s Frühgahr kömmt. (1924) 73
119. Ehr dei Mütterla! (1925) 74
120. Da neia Moda. (1926) 75, 75*
(* De neia Moda., dritte Strophe entfernt, ohne Fußnoten)
121. Willkomma in Wiesntol (1927) 76
122. Arzgeberch wie bist du schü! (1927) 77
123. Feierwehr-Marsch. 78
124. ’s Mailüftl in Gebirch. 79
125. Wenn’s draußn regna tut 80
126. Seid friedlich ihr Leit! ohne Noten (1932) 81
127. Zen Neia Gahr! ohne Noten (1932) 82
(zweifarbig gr.-schwarz, A. G. Verlag in…)
128. An dr Grenz. 83 (1932)
129. Wannerlied. 84 (1932)
130. ’s Neia Haus. (1934) 85
131. Foosndlied. (1935) 86
132. Ben Ahfang on ben End (Bild dir nischt ei) (1935) 87*, 87**
(*einf., Handgravur; **nach 1945 als Bild dir… A.G Verlag, Oberwiesenthal)

Abkürzungen: Lsl. – Landsturmlied; G – Gedichtkarte; SiS – Sinnspruchkarte; E – Ereigniskarte

## Verlage
- Verlag von Joh. Günther 1898 bis 1901 (auch noch 1902)
- Verlag von Ant. Günther 1902 bis 1903
- Ant. Günthers Selbstverlag 1903–1906 (einfarbig) – teilweise bis ca. 1920
- Ant. Günthers Selbstverlag 1904–1936 (Farblithos) noch bis 1938
- Einfarbige Vorab- bzw. Not-Karten (Krieg, Weltwirtschaftskrise) bis 1936 – ohne Verlagsangabe
- Fremdverlag oder Gestattungsdruck zu besonderen Anlässen z. B. Gedruckt bei C. M. Gärtner, Schwarzenberg/Sachsen – vermutlich 1935
- Volksliedverlag Anton Günther 1939–1941 einfarbige braune bzw. graue Karten nach den Originallithographien mit Nummer und teilweise Vermerk des „Nachzeichners“ (z. B. Rudolf Schneider)
- Anton Günthers Selbstverlag (Sudetengau) 1939–1944

Die Karten wurden von 1920 bis 1944 durch Verlag Wilhelm Vogel, Schwarzenberg vertrieben

## Rückseiten
- bis 1905: einteiliges Adressfeld, meist mit dem Vermerk Postkarte oder Post-Karte
- ab 1905 zweigeteiltes Feld mit dem Vermerk Post-Karte
- 1906: Postkarte verziert, Raum nur für Adresse und für schriftliche Mitteilungen
- ab 1907: „Dieses Lied wurde vom Verfasser...“
- ab 1913: „Anton Günther ist in Inhaber des Königl. Sächsischen Ehrenkreuzes mit Krone.“ (verschiedene Schreibweisen)
- ab 1915: „Dem Verfasser wurde die hohe Ehre zuteil, vor Sr. Majestät dem König Friedr. August von Sachsen, als auch Sr. k.u.k. Hoheit Herrn Erzherzog Karl Franz Josef seine Lieder vorzutragen und wurde ihm dafür die Anerkennung und Freude der hohen Herrschaften ausgedrückt.“
- ab 1917/18: Vermerk „Die Ausgaben für 1 Singstimme mit Gitarre, Klavier oder Zitherbegleitung u. für Männer, sowie gemischten Chor sind Verlagseigentum von Friedrich Hofmeister in Leipzig.“
- ab 1938–1944 in Verlagsangabe Sudetengau statt Böhmisches Erzgebirge oder Böhmen[2]

## Nummerierung
Anton Günther vertrieb seine Liedpostkarten während seiner Prager Zeit bis zum Tod seines Vaters 1902 in dessen Selbstverlag („Joh. Günther’s Selbstverlag, Gottesgab Nr. 113“). Die erste Nummerierung erfolgte in römischen Ziffern von Nummer I („Drham is’ drham“, 1897) bis Nr. XXVII („Da zwa Fenk’n“, 1903). Die Umstellung auf eine Nummerierung mit arabischen Zahlen brachte eine komplette Revision und Restrukturierung. Günther vertrieb seine zunächst von ihm persönlich von Haus zu Haus und bei Konzerten angebotenen Postkarten für 10 Heller (10 Pfennige). Ab etwa 1905 brachte er sie in Serien und erweitert um verschiedene Notenbilder wie „Für Singstimme und Klavier“ oder auch Orchester („Rheinländer“) für 1,20 Kronen (1 Mark) bzw. 1,80 Kronen (1,50 Mark) auf den Markt.
Ein böhmischer Fördervertrag ließ in dieser Zeit die schönsten Liedkarten auf hochwertigem Papier und in vorzüglichem Druck herstellen. In dieser Hochzeit der Liedpostkarte, zwischen 1905 und 1910, entstanden auch Doppelkarten wie „Da Ufenbånk.“ (Nr. X/9), „Allerhand ve dr Guttsgoh.“ (Nr. 39) und „Schneeschuhfahrer=Marsch.“ (Nr. 53/54) sowie Karten mit Goldprägung: „Deitsch on frei wolln mr sei!“ (Nr. 44), „Deitsch is mei Liedl“ (Nr. 11) und „Weihnachtsfried’n.“ (Nr. 26).

## Serien
Um den Vertrieb anzukurbeln, verkaufte Anton Günther seine Karten in Serien zu je zehn Karten und 1 Mark (à 10 Pfennig). So entstand durch eine Auswahl die verbreitete Nummerierung, die zahlreiche Doppelungen verursachte.
Die Serie I (1905) enthielt in dieser neuen Nummerierung:
1. „Drham is’ draham.“ (zuvor I)
2. „Dr Schwammagieher.“ (zuvor III)
3. „Klippl-Lied.“ (zuvor IV)
4. „Da guta alta Zeit.“ (zuvor V und 5)
5. „'s fallischa Nannl!“ (zuvor VI)
6. „'s Ei’rück’n“ (zuvor VII)
7. „Dr Kuckuck.“ (zuvor VIII und VII)
8. „Da Pfeif.“ (zuvor 9)
9. „Da Ufnbank.“ (zuvor X)
10. „Mei Zassichla.“ (zuvor 11 und XI)

Bis zu Anton Günthers Tod 1937 wuchs die Serie auf acht (87 Karten) an, allerdings mit vielen Merkwürdigkeiten. So wurde alles bis dahin veröffentlichte den Kleinserien unterworfen. Zahlreiche Karten doppeln sich im Laufe der Jahre so in ihren Nummerierungen und eine „58“ existiert gar nicht. Die wird heute, der in zeitlicher Folge passenden nummerlosen Landsturm-Karte „Gruß an da Kammeradn.“ zugeordnet. Auch die Nummern 60 bis 64 sind nicht belegt. Die Karte „15“ gibt es zwar („’s tuda Vöchela“), sie ist aber äußerst selten, da bis in die 1930er Jahre die Nummer „XVI“ vorherrschte.
Um 1914 erschien auch eine Vielzahl einfacher, teilweise nummerierter „Sinnspruchkarten“ (Serie 1 – 1 bis 12).

## Postkartenalbum
Ab 1932 wurde ein geprägtes Album mit 94 Postkarten und einer handschriftlichen Widmung Anton Günthers vertrieben. Es enthielt: 1 Ansichtskarte Gottesgab, 1 Foto-Ak von A. Günther mit Autogramm, lithografierte Liedkarten mit Text und Noten sowie Sinnsprüche, Nr. 1, 19, 3, 4, 36, 6, 7, 8, 10, 11, 12, 13, 14, XVI, 16, 17, 18, 53, 20, 21, 5, 23, 24, 25, 27, 2, 28, 29, 30, 31, 32, 33, 34, 35, 37, 55, 38, 39, 40, 41, 77, 22, 44, 45, 46, 47, 48, 49, 50, 51, 52, 54, 56, 57, Gruß an da Kameradn!, Gruß ausn Fald, Am fernen Isonzostrand, Gruß an Maria Au, 65, 66, 67, 68, 69, 70, 71, 72, 73, 74, 75, 76, 43, 78, 79, 80, 81, 82, 26, 103 Lieder, aus der Serie 1. Sinnsprüche Karte 1 bis 12.

## Postum vertriebene Liedpostkarten
Nach Anton Günthers Tod 1937 wurden die Karten zunächst weiter über den „Verlag Wilhelm Vogel, Schwarzenberg“ vertrieben. Mit der Gründung des Reichsgaus Sudetenland, der Annektierung böhmischer Gebiete der Tschechoslowakei und deren Eingliederung in das Deutsche Reich von 1939 bis 1945 erhielten die Karten den Verlagsvermerk „Ant. Günther’s Selbstverlag, Gottesgab, Erzgeb., Sudetengau“, statt zuvor „Böhmen“ bzw. „Erzg. Böhmen“. Diese Karten erschienen bis etwa 1943. Im Jahr 1939 erschien eine Serie mit einfarbig braunen Reproduktionen, die den Originalen stark ähnelten, aber einen Fremdzeichner-Vermerk trugen, im „Volksbildverlag“. Nach dem Zweiten Weltkrieg gab die 1945 vertriebene und in Oberwiesenthal untergekommene Familie Günther bis Mitte der 1950er Jahre einige Karten mit dem Vermerk „Anton Günthers Verlag, Oberwiesenthal“ heraus, dann nur noch lose im „Verlag Anton Günthers Erben“. Bis Ende der 1950er Jahre erschienen bestehende Motive weiter im „Verlag Wilhelm Vogel, Schwarzenberg“, allerdings mit dem Zusatzvermerk „Anton Günthers Erben“. Von 1955 bis 1956 erschien eine Serie unterschiedlicher Autoren mit Fremdbildern im „Verlag Erhardt Neubert, Chemnitz“ (1956 „Karl-Marx-Stadt“).  Danach erschienen über Jahrzehnte hinweg keine Karten mehr. Erst 1987 waren zwei Motive der Neubert-Serie Bestandteil eine Postkartenmappe mit Reproduktionen erzgebirgischer Liedpostkarten im „Verlag Bild und Heimat Reichenbach/Vogtl.“ Nach der Wende erschienen ab 1990 verschiedene Karten in einfachen Reproduktionen und ohne Nummern im Auftrag des „Verlag Anton Günthers Erben“ beim „Verlag Mike Rockstroh, Aue“, ab ca. 2005 auch mit Nummern und Verlagsvermerk „Erbengemeinschaft Anton Günther“.